# Georges Marie Martin Cottier
Georges Marie Martin Cottier, O.P., švicarski rimskokatoliški duhovnik, škof in kardinal, * 25. april 1922, Céligny, † 31. marec 2016, Rim.

## Življenjepis
Leta 1945 je podal redovne zaobljube pri dominikancih. 2. julija 1951 je prejel duhovniško posvečenje.
7. oktobra 2003 je bil imenovan za naslovnega nadškofa Tullie, 20. oktobra je prejel škofovsko posvečenje in 21. oktobra istega leta je bil povzdignjen v kardinala in imenovan za kardinal-diakona S. Domenico e Sisto.